# Джо Енгъл
Джо Хенри Енгъл (на английски: Joe Henry Engle) е американски астронавт, тест пилот, генерал-майор от USAF и участник в Програмата X-15.

## Биография

### Военна кариера
Джо Енгъл е завършил Университета в Канзас, бакалавър по аерокосмическо инженерство. След дипломирането си постъпва в USAF. През 1957 г. завършва летателна школа и става боен пилот. Той лети на F-100 Super Sabre в състава на 474-та бойна ескадрила от 309-о тактическо авиокрило на USAF, дислоцирано в авиобазата „Джордж“ в Калифорния. Малко по-късно завършва школата за инструктори и става експериментален тест пилот. През 1965 г. е включен в Програмата X-15 на НАСА и USAF. На ракетоплана, Енгъл извършва 16 полета, като при три от тях надминава височината от 50 мили (80 км) и съгласно действащите нормативи му е присвоено званието „астронавт на USAF“ и получава „астронавски крила на USAF“. В кариерата си Джо Енгъл е летял на повече от 155 различни типа летателни апарати (вкл. 25 типа реактивни самолети). Има общ нальот около 12500 полетни часа, от тях 9000 на реактивни самолети.
Енгъл почива в дома си в Хюстън, Тексас на 10 юли 2024 г. на 91-годишна възраст. Със смъртта на Енгъл, всичките 12 пилоти на X-15, вече са починали.

### Служба в НАСА
Джо Енгъл е един от 19 астронавти избрани от НАСА (Астронавтска група №5) през април 1966 г. Той започва подготовка по програмата Аполо. Включен е в дублиращия екипаж на Аполо 14 и в основния – на Аполо 17, като пилот на лунния модул. След като Конгреса на САЩ взема решение да прекрати прогамата Аполо след полета на Аполо 17, НАСА включва в групата за последния полет геолога д-р Харисън Шмит (първия учен сред американските астронавти) на мястото на Енгъл. Независимо от това доста болезнено за него решение той остава на служба в НАСА и се включва в изпитанията на космическата совалка ALT (на английски: Approach and Landing Test Flights). От юни до октомври 1977 г. Енгъл (командир) и Ричард Трули (пилот) извършват три изпитателни полета със совалката Ентърпрайз. При тези полети е изпитано поведението на совалката при свободно планиране (след отделянето и от самолета-носител Боинг 747) от височина 7000 метра и приземяване на специално подготвената писта в авиобазата Едуардс, Калифорния. След приключване на изпитанията в ниските слоеве на атмосферата, Спейс шатъл получава сертификат за летателна годност, а Енгъл започва да тренира за своя първи орбитален полет. На 12 ноември 1981 г. Енгъл (командир) и Трули (пилот) излитат с космическата совалка Колумбия за нейната втора мисия STS-2. Това е последният екипаж на НАСА съставен от астронавти, които не са участвали в космически полети, а Енгъл е последният от групата на „командирите-новобранци“. Полетът е съпътстван с технически проблеми – отказ на три горивни клетки, които намаляват времетраенето му наполовина. На 14 ноември същата година Джо Енгъл започва орбитална маневра за кацане на ръчен режим при скорост от 29000 км/час. Няколко минути по-късно той става първият и единствен астронавт приземил космическата совалка на ръчен режим. След като се уверява, че това е възможно и би могло да се използва при непредвидени ситуации, НАСА никога повече не разрешава тази изключително рискована маневра. Втори полет по програмата Спейс шатъл, Енгъл осъществява от 27 август до 3 септември 1985 г. като командир на Дискавъри, мисия STS-51I. Общото време, което той прекарва в космоса е повече от 225 часа. Джо Енгъл е единствения човек в света навлязъл в космическото пространство с два различни типа летателни апарата – с ракетоплан X-15 и с космически кораб от типа Спейс шатъл.

### Мисии на Джо Енгъл
| Космически полети на Джо Енгъл                                    | Космически полети на Джо Енгъл | Космически полети на Джо Енгъл | Космически полети на Джо Енгъл | Космически полети на Джо Енгъл | Космически полети на Джо Енгъл       | Космически полети на Джо Енгъл |
| №                                                                 | Дата                           | КК                             | Емблема на мисията             | Функции                        | Продължителност                      |                                |
| ----------------------------------------------------------------- | ------------------------------ | ------------------------------ | ------------------------------ | ------------------------------ | ------------------------------------ | ------------------------------ |
|                                                                   | 29 юни 1965                    | „X-15“, Полет 138              |                                | Пилот                          | 85,5 км. височина (непризнат от FAI) |                                |
|                                                                   | 1977                           | „Ентърпрайз“, ALT              |                                | Командир                       | Три изпитателни полета               |                                |
| 1                                                                 | 12 ноември 1981                | „Колумбия“, STS-2              |                                | Командир                       | 2 денонощия 06 часа 13 мин 12 сек.   |                                |
| 2                                                                 | 27 август 1985                 | „Дискавъри“, STS-51I           |                                | Командир                       | 7 денонощия 02 часа 17 мин. 42 сек.  |                                |
| Сумарно време в космоса – 9 денонощия 08 часа 30 минути и 54 сек. |                                |                                |                                |                                |                                      |                                |

- Джо Енгъл е единствения човек в света, осъществил приземяване на космическата совалка на ръчен режим.

### След НАСА
Джо Енгъл се уволнява от USAF на 30 ноември 1986 г. От 1 декември същата година постъпва на служба във въздушните войски на Националната гвардия с чин генерал-майор. От 1992 г. той има място в Аерокосмическата зала на славата. След като напуска Националната гвардия, Енгъл става треньор по висш пилотаж. Продължава да лети със спортни самолети, а до неодавна е активен участник и съдия на почти всички прояви от голям мащаб в САЩ.

## Награди
- Летателен кръст за заслуги (2);
- Медал за отлична служба;
- Медал на НАСА за изключителни заслуги;
- Медал на НАСА за изключителна служба;
- Медал на НАСА за участие в космически полет (2).

Джо Енгъл е приет в четири национални зали на славата.